# NGC 515
NGC 515 este o galaxie lenticulară situată în constelația Peștii. A fost descoperită în 13 septembrie 1784 de către William Herschel. De asemenea, a fost observată încă o dată de către John Herschel.